# Дивидендная доходность
Дивиде́ндная дохо́дность (англ. dividend yield) — это отношение величины годового дивиденда на акцию к цене акции. Данная величина выражается чаще всего в процентах.

## Пример
При цене акции компании 1124,37 рублей и дивиденде 28 рублей на акцию дивидендная доходность будет равна:
{\displaystyle {\frac {28}{1124{,}37}}\cdot 100\,\%=2{,}49\,\%}.

## История
До 1990-х годов высокая дивидендная доходность служила для большинства инвесторов признаком недооценённости акции, низкая — переоценённости. Во время экономического и биржевого бума 90-х годов данный показатель существенно утратил популярность среди инвесторов, придававших большее значение росту цены акции как источнику дохода. Так, несмотря на то, что средняя дивидендная доходность акций компаний из индекса S&P 500 упала с 6,7 % в 1982 году до 1,4 % в 1998 году, бум на фондовом рынке продолжался ещё два года.
С падением фондовых рынков в 2001—2002 годах дивидендная доходность вновь стала весомым фактором при принятии инвестиционных решений.
Возросшая в последнее время популярность данного показателя нашла своё отражение в создании нового биржевого индекса DivDAX, охватывающего 15 компаний немецкого биржевого индекса DAX с максимальной дивидендной доходностью.
В 2001—2007 гг. дивидендная доходность акций российского фондового рынка составляла в среднем 1-2 % при доходности около 8-10 %.
Это связано с реинвестированием прибыли.
В условиях падения рынка избыток инвестиций может являться источником высоких рисков.

## Историческая информация
Информация о S&P 500 взята из статьи:
| Десятилетие | Изменение цены % | Дивидендная отдача % | Суммарный годовой возврат % | Инфляция годовая CPI % | Суммарный годовой возврат, очищенный от инфляции % |
| ----------- | ---------------- | -------------------- | --------------------------- | ---------------------- | -------------------------------------------------- |
| 1930-е      | -41,9            | 56,0                 | 14,1                        | -2                     | 3,41                                               |
| 1940-е      | 34,8             | 100,3                | 135,1                       | 5                      | 7,5                                                |
| 1950-е      | 256,7            | 180,0                | 436,7                       | 4                      | 39                                                 |
| 1960-е      | 53,7             | 54,2                 | 107,9                       | 5                      | 6                                                  |
| 1970-е      | 17,2             | 59,1                 | 76,3                        | 8                      | 0                                                  |
| 1980-е      | 227,4            | 143,1                | 370,5                       | 7                      | 30                                                 |
| 1990-е      | 315,7            | 95,5                 | 411,2                       | 5                      | 36                                                 |
| 2000-е      | -15,0            | 8,6                  | -6,4                        | 4                      | -5                                                 |
| Средний     | 106,1            | 87,1                 | 193,2                       | 6                      | 13                                                 |